# Зульцбахер, Лукас
Лукас Зульцбахер (нем. Lukas Sulzbacher; род. 6 апреля 2000, Вена) — австрийский футболист, защитник клуба «Тироль».

## Клубная карьера
Зульцбахер — воспитанник клубов «Кёнигштеттен» и «Рапид». 3 декабря 2020 года в поединке Лиги Европы против лондонского «Арсенала» Лукас дебютировал за основной состав последних. 12 мая 2021 года в матче против «Ред Булла» он дебютировал в австрийской Бундеслиге.